# Drake Maye
Drake Lee Maye (* 30. August 2002 in Charlotte, North Carolina) ist ein US-amerikanischer American-Football-Spieler auf der Position des Quarterbacks. Er spielte College Football für die North Carolina Tar Heels der University of North Carolina und wurde im NFL Draft 2024 an dritter Stelle von den New England Patriots ausgewählt.

## Frühe Jahre
Maye wurde in Charlotte, der größten Stadt des US-Bundesstaates North Carolina geboren, wo er auch aufwuchs. Er stammt aus einer sportlichen Familie: Schon sein Vater Mark spielte in den 1980er-Jahren Football an der University of North Carolina. Sein älterer Bruder Luke spielte Basketball an derselben Universität und ist aktuell Spieler der Ibaraki Robots in der japanischen B.League. Drake Maye besuchte die Myers Park High School im Süden der Stadt, an der er in der Football- und Basketballmannschaft aktiv war. In der Basketballmannschaft entwickelte er sich zu einem wichtigen Spieler seines Teams und konnte im Durchschnitt 16,1 Punkte pro Spiel verzeichnen. In der Footballmannschaft entwickelte er sich sogar zu einem der gefragtesten Quarterbacks seines Jahrgangs. In seiner Zeit an der Highschool konnte er insgesamt 398 Pässe für 6713 Yards und 86 Touchdowns verzeichnen. Beides sind Rekorde in seiner Highschool. In seinem Junior-Jahr konnte er so mit seiner Schule die Liga gewinnen, außerdem wurde Maye zum MaxPreps North Carolina Player of the Year ernannt. Sein Senior-Jahr an der Highschool wurde allerdings wegen der COVID-19-Pandemie verkürzt.
Ursprünglich entschied sich Maye, nach seinem Highschoolabschluss ein Stipendium der University of Alabama zu akzeptieren. Im März 2020 entschied er sich jedoch, stattdessen ein Stipendium der University of North Carolina at Chapel Hill anzunehmen. So spielte er ab der Saison 2021 für die Tar Heels. In seinem ersten Jahr war er lediglich Backup hinter Sam Howell und wurde geredshirted. Nichtsdestotrotz kam er in vier Spielen zum Einsatz. Ab der Saison 2022 war er schließlich Stammspieler als Quarterback seines Colleges. In den drei Jahren kam er in insgesamt 30 Spielen zum Einsatz und konnte dabei den Ball für 8018 Yards und 63 Touchdowns bei nur 16 Interceptions werfen. 2022 wurde er zum ACC Player of the Year, ACC Offensive Player of the Year sowie ACC Rookie of the Year gewählt. Außerdem erreichte er 2022 das First-Team All-ACC, 2023 das Second-Team All-ACC. Mit seinem Team verlor er jedoch zweimal den Duke's Mayo Bowl sowie einmal den Holiday Bowl. Nach der Saison 2023 gab Maye bekannt, dass er am NFL-Draft 2024 teilnehmen werde. Beim Draft wurde er in Runde eins als Gesamtdritter von den New England Patriots ausgewählt.

## NFL-Karriere
In seine erste NFL-Saison ging Drake Maye zunächst als Backup hinter Jacoby Brissett. Nachdem die Patriots mit einer 1:4-Bilanz in die Saison gestartet waren und dabei die statistisch gesehen die schwächste Offense der Liga stellten, wurde er in Woche sechs zum Starting Quarterback seines Franchise ernannt. Er bestritt 13 Saisonspiele, davon 12 als Starter, brachte 66,6 % seiner Pässe an und warf für insgesamt 2276 Yards. 15 Touchdowns standen 10 Interceptions gegenüber. Obwohl Maye hinter einer schwachen Offensive Line agieren musste und sein Franchise die Saison mit einer 4:13-Bilanz abschlossen, wurde er als Nachrücker für den Pro Bowl nominiert.